# 클라우디아 옥타비아
클라우디아 옥타비아 (39년 후반 또는 40년 초 ~ 62년 6월 9일)는 로마의 황후였다. 그는 클라우디우스 황제와 발레리아 메살리나의 딸이다. 그의 어머니가 죽고 아버지가 그의 사촌 아그리피나와 재혼한 후, 미래의 황제 네로의 이복 자매가 되었다. 또한 아그리피나가 주선한 두 사람의 결혼을 통해 그의 아내가 되었다.
옥타비아는 로마인들에게 인기가 있었지만, 그와 네로는 그들의 결혼을 싫어했다. 62년 네로의 정부인 포파이아 사비나가 임신하자 그는 옥타비아와 이혼하고 추방했다. 이 사건으로 인해 여론의 분노가 일어나자 네로는 옥타비아를 처형했다.